# 帕满水库
帕满水库，位于中华人民共和国新疆维吾尔自治区阿克苏地区沙雅县塔里木乡西南塔里木河北岸，是一座以灌溉为主的中型注入式平原水库。水库始建于1967年，1972年投入使用，2006年实施了除险加固。现水库库容为4000万立方米，大坝为均质土坝，最大坝高6.2米，坝长11.1千米。水库控制灌溉面积5730公顷。